# برج جوكار (مارغون)
برج جوکار (بالفارسية: برج جوکار) هي قرية تقع في إيران في قسم مارغون الريفي. يقدر عدد سكانها بـ 76 نسمة بحسب إحصاء 2016.